# 小宮木代良
小宮 木代良（こみや きよら、1960年 - ）は、日本の歴史学者。専門は日本近世史。東京大学史料編纂所特殊史料部門教授。

## 人物・経歴
佐賀県東松浦郡厳木町（現唐津市）生まれ。1979年佐賀県立佐賀西高等学校卒業。1983年九州大学文学部史学科卒業。1985年九州大学大学院文学研究科修士課程修了。1986年九州大学大学院文学研究科博士後期課程中途退学、東京大学史料編纂所助手。1997年東京大学史料編纂所助教授。2007年東京大学史料編纂所准教授。2008年九州大学博士（文学）。2010年東京大学史料編纂所教授。

## 編著書
- 『江戸幕府の日記と儀礼史料』吉川弘文館 2006年　ISBN　9784642034104。オンデマンド版　2021年11月 ISBN　9784642734103
- 『近世前期の公儀軍役負担と大名家 : 佐賀藩多久家文書を読みなおす』岩田書院 2019年